# Alfred Gantner
Alfred «Fredy» Gantner (* 1968) ist ein Schweizer Wirtschaftsführer und Politaktivist.

## Ausbildung und Beruf
Gantner absolvierte eine Banklehre bei der früheren UBS-Tochter Cantrade Privatbank. Er hält einen MBA der Brigham Young University Marriott School of Management in Utah, USA. Nach dem Studium in den USA absolvierte er Praktika bei Bankers Trust und bei Goldman Sachs. Für Goldman Sachs baute er später ein Verkaufsteam in der Schweiz auf.
1996 gründete er gemeinsam mit Marcel Erni und Urs Wietlisbach, die er zuvor bei Goldman Sachs kennen gelernt hatte, die Partners Group. Gantner war zwischen 1996 und 2005 deren CEO, zwischen 2005 und 2014 deren Verwaltungsratspräsident. Inzwischen ist er einfaches Verwaltungsratsmitglied und hält nach Angaben des Unternehmens noch 5,01 % der Aktien der Partners Group Holding AG.

## Politisches Engagement
2020 wurde bekannt, dass sich Alfred Gantner gegen das Rahmenabkommen EU-Schweiz engagieren werde. Gemeinsam mit seinen Mitgründern bei der Partners Group baute er ein Netzwerk von über hundert Unternehmern auf, das sich unter dem Namen Kompass/Europa gegen die Unterzeichnung des Abkommens und für die Beibehaltung der bisherigen Zusammenarbeit ausspricht. Die neue politische Organisation hat bereits über 16'000 Firmen als weitere Mitglieder gewinnen können.
Gantner ist parteilos. Nach kurzfristigen Plänen, um 2011 in der FDP politisch aktiv zu werden, steht er heute nach eigenen Angaben der CVP am nächsten.

## Privates
2002 engagierte sich Gantner gemeinsam mit dem Winterthurer Unternehmer Mark Prohaska in der Öffentlichkeitsarbeit der Olympischen Winterspiele von Salt Lake City in der Schweiz.
Gantner ist mit der Journalistin Cornelia Gantner verheiratet. Er hat fünf Kinder.
Er stammt aus einer protestantischen Familie, konvertierte aber mit 23 Jahren und ist seither Mitglied der Mormonen. Für diese Kirche war er auch sechs Jahre als Seelsorger und Bischof von Richterswil tätig. Zu seinem Netzwerk Kompass/Schweiz gehören auch andere zum Teil führende Mitglieder der Kirche.